# Venus de Tan-Tan

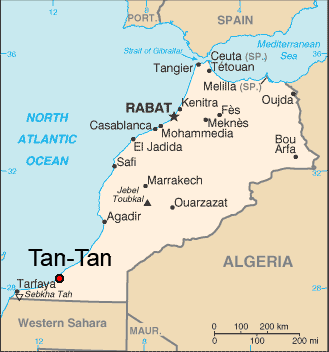
Situación del yacimiento de Tan-Tan (Marruecos).

La llamada Venus de Tan-Tan es una posible figura antropomorfa, de unos seis centímetros de alto, cuyo soporte es un guijarro de cuarcita, el cual tiene varias hendiduras que le confieren su morfología característica: algunas de ellas son naturales y otras, al parecer, artificiales; además, conserva restos de ocre. Dado que fue hallada en una excavación arqueológica, en un contexto propio del Paleolítico Inferior, ha sido datada, aunque con muchas dudas, en torno a los 200 000-300 000 años de antigüedad (algunos científicos retrasan esta cronología hasta los 400 000 años); es, en cualquier caso, contemporánea del Homo heidelbergensis.

## Historia
La supuesta figura fue descubierta en 1999 por el equipo de excavaciones del arqueólogo alemán Lutz Fieldler, a 15 m de profundidad, en un sedimento fluvial del río Draa, cerca de la localidad de Tan-Tan (al norte de Tarfaya, Marruecos). El contexto arqueológico que acompañaba a la figura era, sin lugar a dudas, un achelense medio evolucionado con numerosos bifaces y utensilios sobre lasca.
Sin embargo, desde el principio la pieza ha suscitado la controversia, ya que para algunos arqueólogos no es más que «un objeto natural casualmente antropomorfo». Entre ellos, por ejemplo, Stanley Ambrose de la Universidad Urbana-Champaign de Illinois, quien sostiene que es un guijarro de morfología fortuita y accidental, producto de la erosión; aunque reconoce las marcas de percusiones que tiene la pieza, para él se deben a que pudo haber sido utilizada como yunque y, aunque tiene, efectivamente, restos de una sustancia grasienta con algo de ocre, es posible que esta hubiese sido usada como conservante en las pieles de animales (hecho común en la Prehistoria); niega, por tanto, que el ser humano haya potenciado deliberadamente la forma humana en este «pedrusco».
Por su parte, muchos estudiosos se han apresurado a aceptar la veracidad del descubrimiento, basándose en los análisis del experto Robert Bednarik, presidente de la Federación Internacional de Organizaciones sobre Arte Rupestre y defensor de la discutida estatuilla. El australiano Robert G. Bednarik, aún reconociendo que el origen de la roca es natural, opina que algún «artista» prehistórico profundizó conscientemente sus rasgos —para hacerlos más humanos— por medio de incisiones y percusiones intencionales; además de pintarla de color ocre (óxido de manganeso y óxido de hierro), sustancia que no aparece en ningún otro artefacto de los encontrados en la excavación y que se ha asociado a menudo al ámbito espiritual en la Prehistoria.